# ヴァイタル・インフォメーション
ヴァイタル・インフォメーション株式会社(英: Vital Information, Inc.)は、東京都新宿区に本社を置き、東京と大阪の2拠点に本部を持つ、日本の独立系IT企業。

## 概要
さまざまな業種の企業に、システムの設計・開発から、運用・保守、チーム派遣までのトータルサービスやソリューションを提供している。

## 沿革
- 1996年	8月8日	社会に評価される会社を創ることを目標に設立

（平成8年）	独立系IT企業として東京本社・大阪オフィス同時開設
- 1997年	4月	本格事業開始
- 1997年11月	米国に海外拠点設置
- 1999年	5月	米国シアトルに現地法人（Vital USA, Inc.）設立
- 2005年	4月	プライバシーマーク認定
- 2007年	4月	一般労働者派遣事業許可 （許可番号 般13-302595）
- 2015年	8月	本社・東京本部オフィス移転
- 2018年	7月	大阪本部オフィス移転
- 2020年	4月	アジャイルセンター開設

## 事業所
- 本社：東京都新宿区新宿1-13-12住友不動産新宿御苑ビル
- 東京本部：東京都新宿区新宿1-13-12住友不動産新宿御苑ビル
- 大阪本部：大阪市中央区久太郎町3-5-13又一ビルディング
- アジャイルセンター：東京都新宿区新宿1-13-1 大橋御苑駅ビル別館